# کوکوهای دم‌طاووسی
کوکوهای دم‌طاووسی (نام علمی: Dromococcyx) یک سرده نامعمول تا نایاب از کوکوها در جنگل و بیشه‌زار نوگرمسیری قلمرو نوگرمسیری یافت می‌شود. آن‌ها دم‌های برجسته‌ای دارند و جزو معدود کوکوهای قاره آمریکا هستند که انگل‌های جوجه‌آوری هستند (تنها کوکوی ابروسفید است).

## گونه‌ها
این سرده دارای گونه‌های زیر است: 
| نگاره | نام علمی                 | نام رایج      | پراکندگی                                                                               |
| ----- | ------------------------ | ------------- | -------------------------------------------------------------------------------------- |
|       | Dromococcyx pavoninus    | کوکوی طاووسی  | آرژانتین، بولیوی، برزیل، کلمبیا، اکوادور، گویان فرانسه، گویان، پاراگوئه، پرو و ونزوئلا |
|       | Dromococcyx phasianellus | کوکوی قرقاولی | آمریکای مرکزی و جنوبی                                                                  |